# Le Givre
Le Givre ist eine französische Gemeinde mit 484 Einwohnern (Stand: 1. Januar 2022) im Département Vendée in der Region Pays de la Loire; sie gehört zum Arrondissement Les Sables d’Olonne und zum Kanton Mareuil-sur-Lay-Dissais (bis 2015: Kanton Moutiers-les-Mauxfaits). Die Einwohner werden Givrais genannt.

## Geographie
Le Givre liegt etwa 23 Kilometer südlich von La Roche-sur-Yon. Umgeben wird Le Givre von den Nachbargemeinden Saint-Vincent-sur-Graon im Norden und Osten, Saint-Cyr-en-Talmondais im Osten, La Jonchère im Süden, Le Bernard im Westen und Südwesten sowie Moutiers-les-Mauxfaits im Nordwesten.

## Bevölkerungsentwicklung
| Jahr                      | 1962 | 1968 | 1975 | 1982 | 1990 | 1999 | 2006 | 2013 |
| Einwohner                 | 351  | 282  | 263  | 276  | 265  | 273  | 358  | 467  |
| Quelle: Cassini und INSEE |      |      |      |      |      |      |      |      |

## Sehenswürdigkeiten
Siehe auch: Liste der Monuments historiques in Le Givre
- Kirche Saint-Martin, im 19. Jahrhundert erbaut
- Schloss La Brunière, ursprünglich Burganlage aus der Zeit des hundertjährigen Krieges, 1591 zum Schloss umgebaut
- Menhir des Petites Jaunières Monument historique

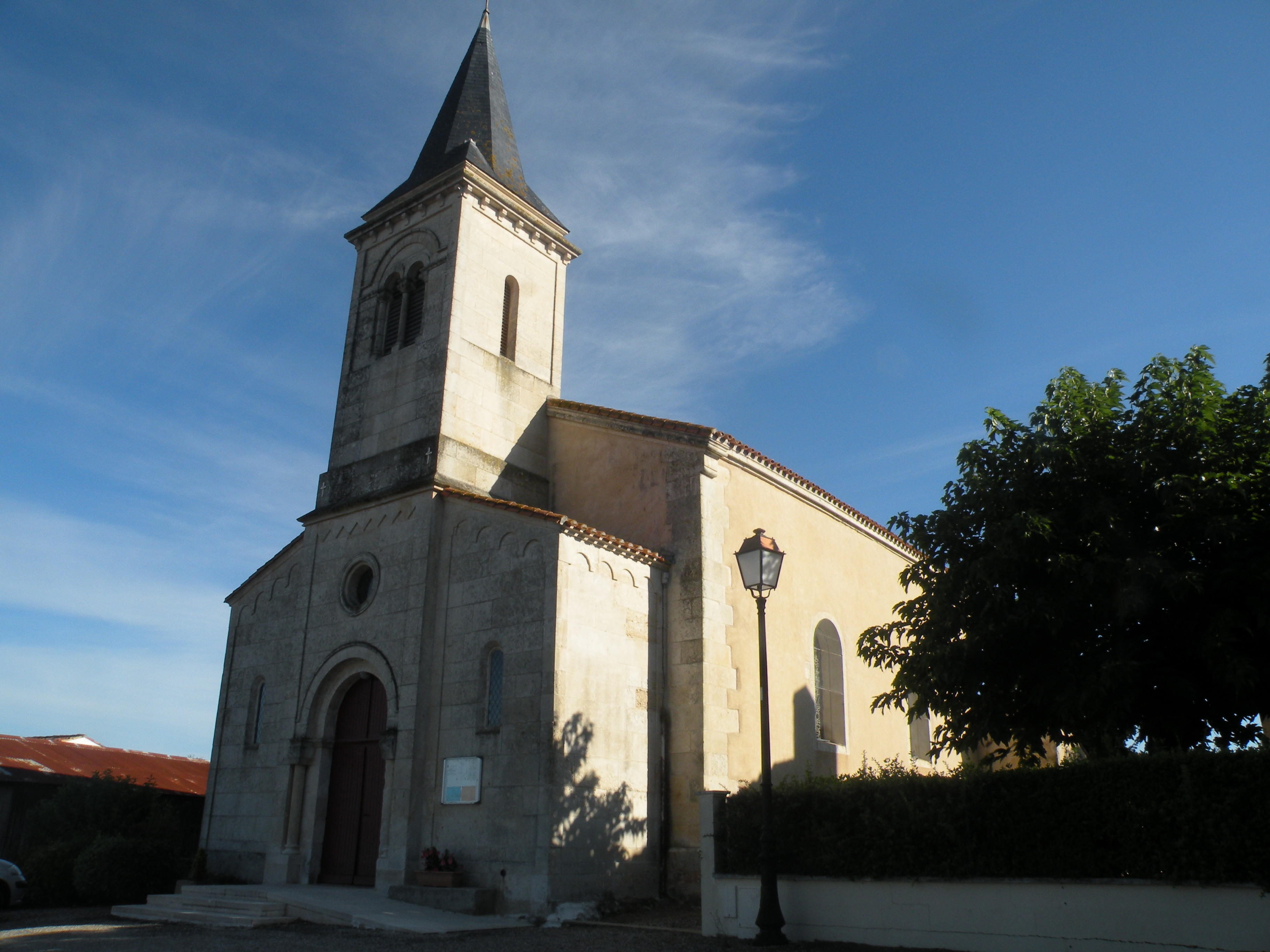
Kirche Saint-Martin
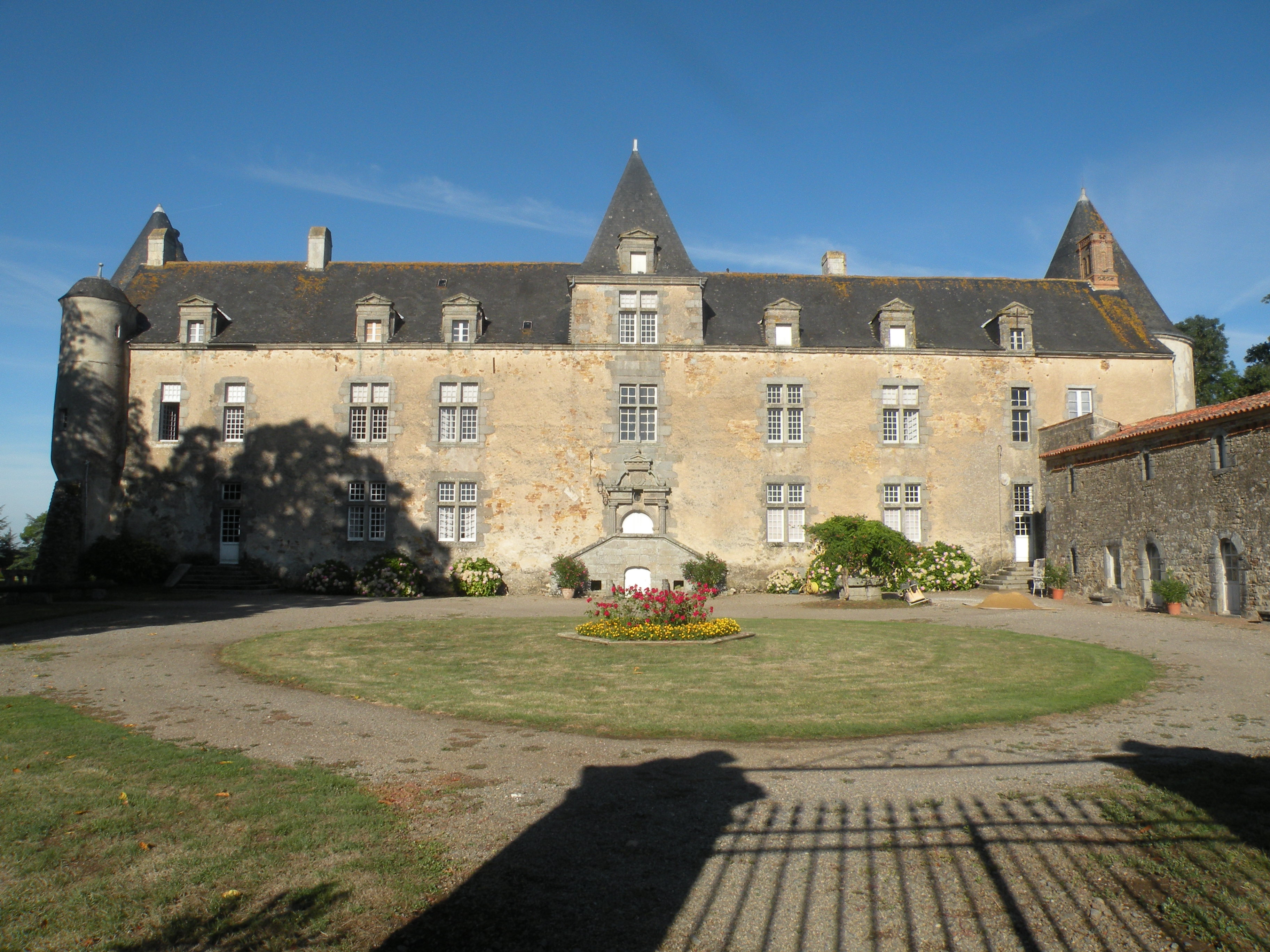
Schloss La Brunière
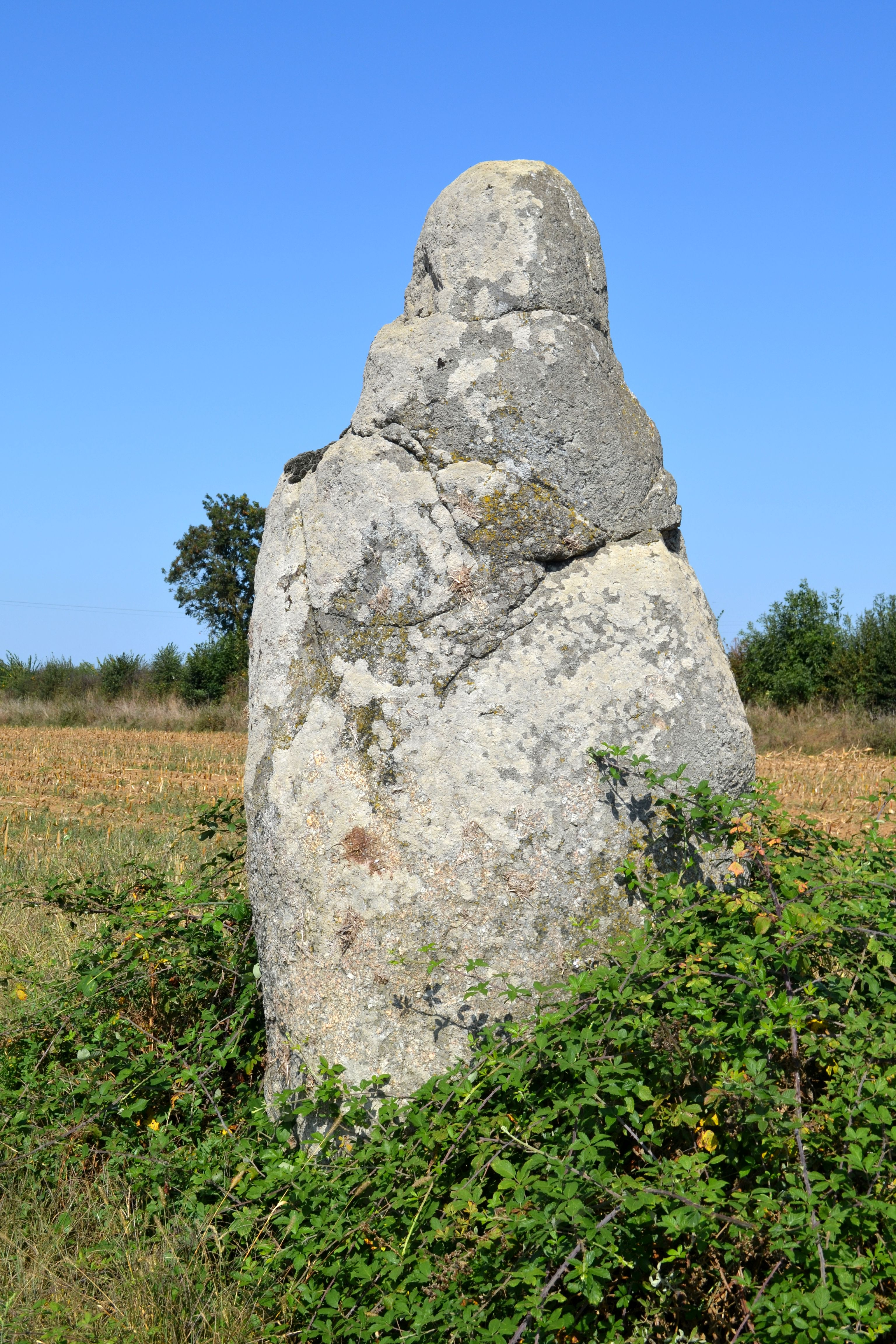
Menhir des Petites Jaunières